# Cis castlei
Cis castlei es una especie de coleóptero de la familia Ciidae.

## Distribución geográfica
Habita en el Este de América del Norte Costa Rica y México.